# Luci Minuci Esquilí Augurí
Luci Minuci Esquilí Augurí (en llatí Lucius Minucius Esquilinus Augurinus) va ser un magistrat romà que va viure al segle v aC. Formava part de la família Augurí, una branca patrícia de la gens Minúcia.
Era un dels decemvirs els anys 450 aC i 449 aC. Va ser elegit cònsol l'any 458 aC amb Gai Nauci Rutil. Segons els historiadors romans va dur a terme una guerra contra els eques però per la por que tenia de l'enemic es va tancar al seu campament i els eques el van envoltar. Va ser alliberat del perill pel dictador Luci Quint Cincinnat I, que el va obligar no obstant a renunciar al consolat i el va substituir per un cònsol sufecte. Als Fasti en canvi es diu que Minuci Esquilí va ser el cònsol suplent en el lloc d'un altre cònsol (el nom del qual s'ha perdut).